# Suzanne (песня VOF de Kunst)
«Suzanne» — это сингл голландской группы VOF de Kunst, выпущенный в 1983 г.
Песня достигла первой строки в Single Top 100 в Нидерландах.

## Форматы и трек-лист
7" single
1. «Suzanne» — 4:41
2. «Het voordeel van de twijfel» — 3:32

## Чарт
| Чарт (1983)          | Наивысшая позиция |
| -------------------- | ----------------- |
| Dutch Single Top 100 | 1                 |

## Версия Адриано Челентано
В 1984 г. Адриано Челентано выпустил альбом I miei americani (Мои американцы), в который вошли италоязычные кавер-версии большинства англоязычных хитов, в том числе и «Suzanne» группы VOF de Kunst и Michelle группы The Beatles.

## Версия Рики Мартина
Рики Мартин записал испаноязычную версию «Suzanne» под названием «Susana». Он включил его в свой дебютный альбом Ricky Martin, и выпустил в качестве сингла в 1992 г.
Также был выпущен клип.

### Форматы и трек-лист
Latin America promotional 12" single
1. «Susana» — 4:54

## Версия Химеры
Была записана в мае 1996 года на Петербургской студии грамзаписи российской музыкальной группой Химера. В дальнейшем вошла в сборник песен, не попавших на альбом ZUDWA — ZUDWA-DWA в 2003 году
ZUDWA-DWA
- 12. «Сюзанна»- 1:23